# 粒疣小鳞虫
粒疣小鳞虫（学名：Hermonia acantholepis）为鳞沙蚕科小鳞虫属的动物。分布于澳大利亚、菲律宾、马来西亚、印度洋，包括海南岛、东海等海域。